# 利冰原島峰
71°1′S 159°58′E / 71.017°S 159.967°E
利冰原島峰（英語：Lee Nunatak）是南極洲的冰原島峰，位於奧次地，處於彭塞羅索海崖西北面7公里，美國地質調查局根據測量和該國海軍的空中照片繪入地圖，現時由南極條約體系管理。